# Hollywoodland
Hollywoodland är en amerikansk långfilm från 2006 i regi av Allen Coulter, med Adrien Brody, Diane Lane, Ben Affleck och Bob Hoskins i rollerna.

## Handling
Filmen beskriver en fiktiv undersökning av det riktiga dödsfallet av den amerikanska skådespelaren George Reeves (Ben Affleck). Reeves hade gjort sig känd som Stålmannen i TV-serien Adventures of Superman och blev ihjälskjuten 1959. Privatdetektiven Louis Simo (Adrien Brody) börjar undersöka dödsfallet och han upptäcker snart felaktigheter i den officiella utredningen.

## Rollista
| Adrien Brody       | – Louis Simo       |
| Diane Lane         | – Toni Mannix      |
| Ben Affleck        | – George Reeves    |
| Bob Hoskins        | – Eddie Mannix     |
| Robin Tunney       | – Leonore Lemmon   |
| Kathleen Robertson | – Carol Van Ronkel |
| Lois Smith         | – Helen Bessolo    |
| Phillip MacKenzie  | – Bill Bliss       |
| Larry Cedar        | – Chester Sinclair |
| Eric Kaldor        | – Barbell Man      |
| Caroline Dhavernas | – Kit Holliday     |
| Kevin Hare         | – Robert Condon    |
| Molly Parker       | – Laurie Simo      |
| Zach Mills         | – Evan Simo        |
| Neil Crone         | – Chuck            |